# Cyclocranium swierstrae
Cyclocranium swierstrae is een keversoort uit de familie boktorren (Cerambycidae). De wetenschappelijke naam van de soort is voor het eerst geldig gepubliceerd in 1891 door Van de Poll.